# Kenneth Jørgensen (håndboldspiller)
 Der er flere personer med dette navn, se Kenneth Jørgensen.
Kenneth Jørgensen (født 17. juli 1976) er en dansk tidligere håndboldspiller og nuværende håndboldtræner. Han har spillet for Fredericia HK i og KIF Kolding i Herrehåndboldligaen.
I 2022 blev han U17-træner i KIF Kolding.

## Eksterne links
- Spillerinfo Arkiveret 7. november 2007 hos  Wayback Machine